# Herb powiatu wołowskiego
Herb powiatu wołowskiego – jeden z symboli powiatu wołowskiego, ustanowiony 5 października 1999.

## Wygląd i symbolika
Herb przedstawia na tarczy późnogotyckiej dwudzielnej w słup w polu lewym biało-czerwoną szachownicę, w polu prawym pół czarnego orła na złotym tle (symbol Dolnego Śląska), między nimi czerwona tarcza z czerwoną głową woła na tle złotego koła. Jest to nawiązanie do herbu książąt głogowskich oraz stolicy powiatu.